# Gelehrtes Kaffeehaus
Der Verein Gelehrtes Kaffeehaus war einer der ältesten geselligen bürgerlichen Vereine in Berlin. Er existierte vermutlich von 1755 bis 1759.

## Geschichte

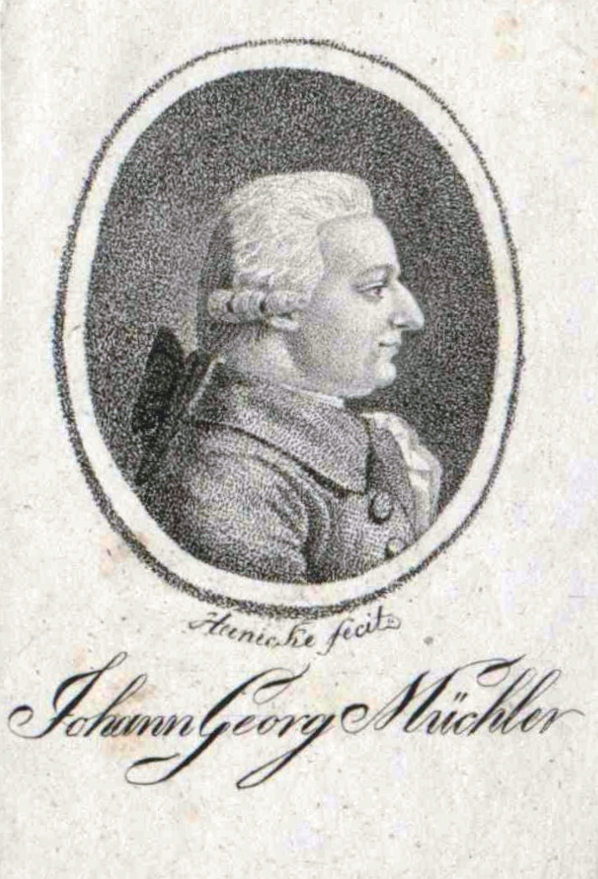
Johann Georg Müchler

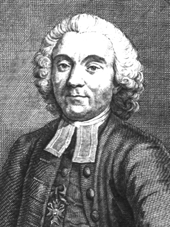
Friedrich Gabriel Resewitz

Gegründet wurde die Vereinigung 1755 durch den Pädagogen, Übersetzer und Publizisten Johann Georg Müchler (1724–1819) zusammen mit dem Theologen und späteren Abt des Klosters Berge und Generalsuperintendenten des Herzogtums Magdeburg Friedrich Gabriel Resewitz (1729–1806). Wegen des Ausbruches des Dritten Schlesischen Krieges, besser bekannt unter der Bezeichnung Siebenjähriger Krieg 1756/63, kam die Vereinstätigkeit zum Erliegen, weil die Militärangehörigen sich zu ihren Einheiten begeben mussten und weitere Mitglieder aus beruflichen Gründen Berlin verließen. Die endgültige Auflösung erfolgte „Mitte des Siebenjährigen Krieges“.
Die Mitglieder des Montagsklubs, der 1749 nicht als wissenschaftliche Vereinigung, Lesegesellschaft oder Salon, sondern als Stätte einer „freien heiteren Conversation“ geistesverwandter Männer gegründet war und bis jetzt noch besteht, trafen sich ab 1789 ebenfalls im „Englischen Haus“.

## Organisation
Die Vereinigung hatte zwei Räume in der Gaststätte „Englisches Haus“, in der Mohrenstraße 49, zur gesellschaftlichen Bildung und zur Erweiterung gelehrter Erkenntnisse und geselligem Austausch über alle Gebiete der Wissenschaft und Künste. Dort konnten sich die Mitglieder und deren Gäste treffen, um preisgünstig Kaffee zu trinken und ausliegende Zeitungen und Journale zu lesen und Gespräche zu führen. Neben Billard spielten die Mitglieder auch Tarock.
Um den Billardtisch versammelten sich die Mitglieder zunächst wöchentlich und später alle vier Wochen. Es wurden wissenschaftliche Vorträge gehalten. Jedes Mitglied durfte nach Anmeldung mit einem eigenen Vortrag Stellung zu nehmen.
In Anlehnung an englische Clubs wurden Ämter mit den Bezeichnungen „Secretaire, Stuarts und Aufseher“ vergeben. Jedes neue Mitglied musste einen Aufnahmebeitrag von zwei Reichstalern bezahlen. Da beim Billard und Tarock um Geld gespielt wurde, hatte die Vereinigung weitere Einnahmen.

## Bekannte Mitglieder

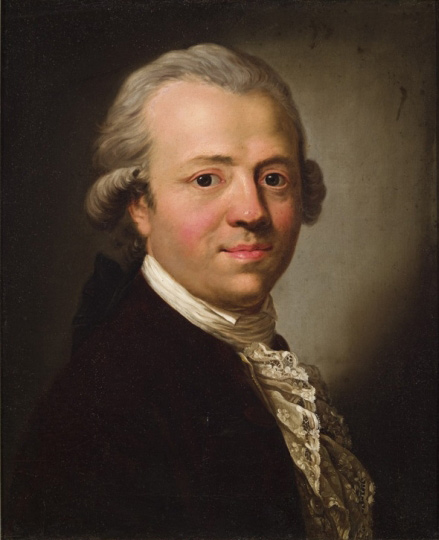
Friedrich Nicolai, Gemälde von Ferdinand Collmann nach Anton Graff, 1790, Gleimhaus Halberstadt

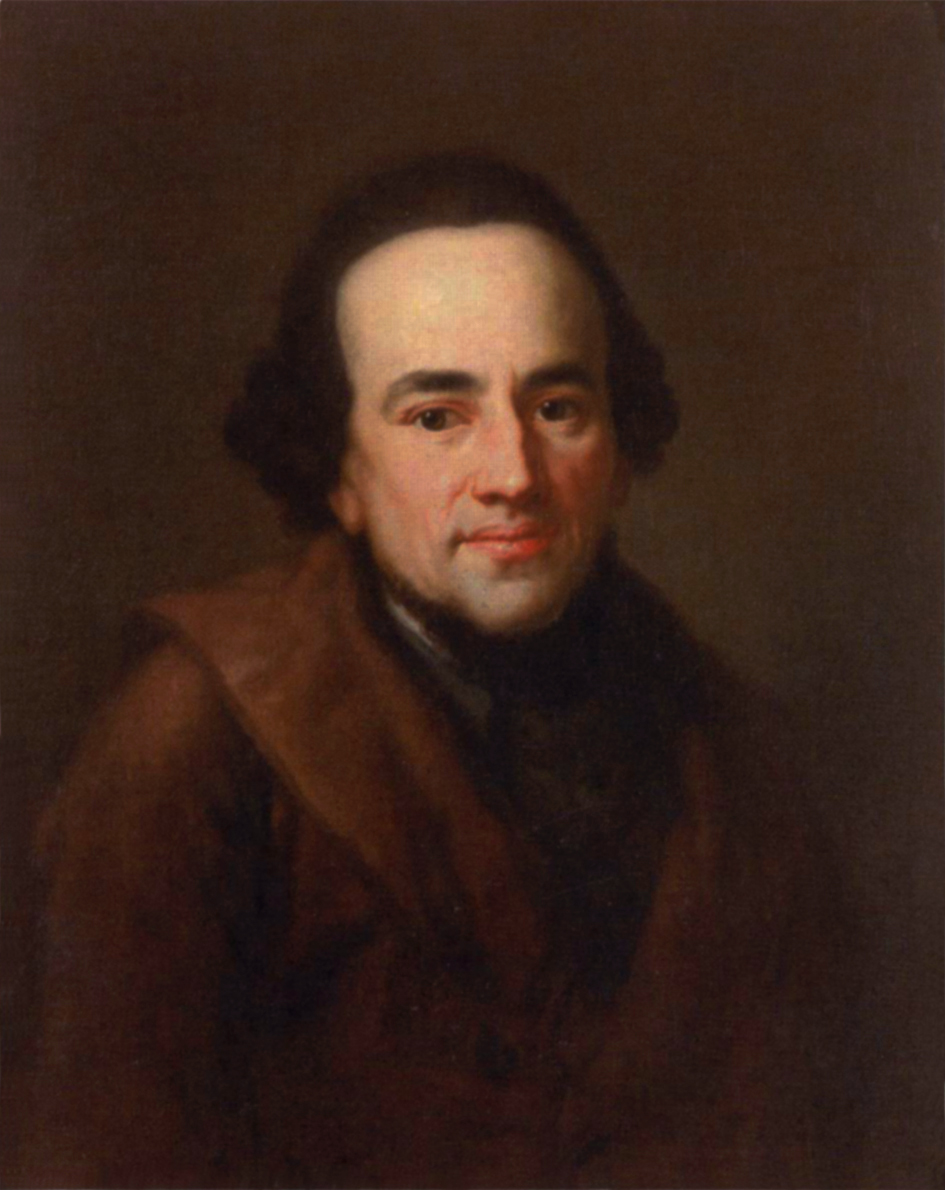
Moses Mendelssohn (1771, Porträt von Anton Graff, Kunstbesitz der Universität Leipzig)

Schon kurz nach der Gründung zählte der Verein vierzig Personen. Die Mitgliederzahl war auf hundert Personen begrenzt. Frauen waren nicht zugelassen, hingegen Juden. Da nur 15 Mitglieder namentlich bekannt sind, können keine allgemeinen Aussagen über die Auswahl der Mitglieder gemacht werden. Es ist aber anzunehmen, dass mehrheitlich „Gelehrte oder doch Freunde der Gelehrsamkeit“ zu den Mitgliedern gehörten. Drei namentlich bekannter Mitglieder waren zugleich Mitglieder der Königlich-Preußischen Akademie der Wissenschaften.
- Franz Ulrich Theodor Aepinus (1724–1802), Mathematiker und Astronom. Seit 1747 war er Privatdozent in Rostock. 1755 wurde Aepinus zum Direktor der Berliner Sternwarte berufen. Aepinus wurde 1755 ordentliches Mitglied und 1757 auswärtiges Mitglied der Preußischen Akademie der Wissenschaften.[1] Aepinus ließ sich 1757 als Mitglied der Kaiserlichen Akademie der Wissenschaften in Sankt Petersburg nieder und wurde dort Professor der Physik.

- Johann Albrecht Euler (1734–1800), ebenfalls Mathematiker und Astronom und von 1758 bis 1766 Nachfolger von Aepinus als Leiter der Berliner Sternwarte.

- Johann Peter Bamberger (1722–1804), seit 1756 in der Berliner Domkirche als 3. Pfarrer an der Friedrichswerderschen Kirche. 1762 wurde er 2. reformierter Pfarrer an der Dreifaltigkeitskirche in Berlin. 1766 zum Kirchenrat ernannt. Seit 1780 war er Hof- und Garnisonsprediger in Potsdam.

- Aaron Emmerich Gumpertz (1723–1769), Arzt der Berliner jüdischen Gemeinde, hatte enge Kontakte zu Bildungseinrichtungen und Wissenschaftlern der christlichen Gesellschaft.

- Friedrich Paul Jacobi (1727–1758) Leutnant der Artillerie und Lehrer für Mathematik beim Artillerie-Korps. Mitglied der Königlich-Preußischen Akademie der Wissenschaften. Er wurde vom König wegen seiner Kenntnisse in den philosophischen und mathematischen Wissenschaften zur Unterrichtung der „Oberoffiziere als Feuerwerker und Bombardiers“ bestellt.[2] Bei der Belagerung von Olmütz wurde er durch eine Kanonenkugel getötet.[3]

- Friedrich Germanus Lüdke (1730–1792) Protestantischer Theologe der Aufklärung im 18. Jahrhundert, Schriftsteller theologischer Werke, Hofmeister bei dem Preußischen Justizminister Levin-Friedrich von Bismarck (1703–1774) Feldprediger im Siebenjährigen Krieg und danach Erzdiakon an der Nikolaikirche in Berlin.

- Friedrich Heinrich Wilhelm Martini (1729–1778), deutscher Mediziner und Naturforscher. Martini begründete in Berlin 1764 mit der Gelehrten Journalgesellschaft für Arzneikunde, Ökonomie und Naturgeschichte die erste wissenschaftlich-medizinische Gesellschaft. 1773 war er Gründer der Gesellschaft Naturforschender Freunde zu Berlin. 1769 wurde er zum Mitglied der Leopoldina gewählt.

- Moses Mendelssohn (1729–1786), deutsch-jüdischer Vordenker der Aufklärung; er gilt als Wegbereiter der Haskala.

- Middleton war jüngerer Sohn einer gräflichen Familie aus Schottland und lebte etwa 1760 in Berlin. Sein Vorname ist leider nicht überliefert. Er war ein Verehrer von Mendelssohn.

- Karl Friedrich von Moller (1690–1762) war ein preußischer Oberst der Artillerie. Während des Siebenjährigen Krieges erlangte er große Berühmtheit. Die Schlacht bei Lobositz brachte dem Major von Moller am 2. Oktober 1756 die Beförderung zum Oberstleutnant und den Orden Pour le Mérite.

- Johann Georg Philipp Müchler (1724–1819) war ein deutscher Pädagoge, Publizist und Übersetzer. 1784 wurde er Leiter des Schindlerschen Waisenhauses in Berlin. Seit 1785 war er außerdem Professor für Latein an der Militärakademie.

- Christian Nicolaus Naumann (1720–1797) war ein deutscher Dichter der Anakreontik, der Aufklärung und des frühen Sturm und Drang.

- Christoph Friedrich Nicolai (1733–1811) war ein deutscher Schriftsteller, Verlagsbuchhändler, Kritiker, Verfasser satirischer Romane und Reisebeschreibungen, Regionalhistoriker, Hauptvertreter der Berliner Aufklärung. 1798 wurde er Mitglied der Preußischen Akademie der Wissenschaften.

- Friedrich Gabriel Resewitz (1729–1806) war Abt, Pädagoge und Bildungspolitiker. Er gilt als Vertreter der Aufklärung und des theologischen Rationalismus. Ab 1767 war er Prediger der deutschsprachigen Sankt-Petri-Kirche in Kopenhagen. 1774 wurde er Abt des Klosters Berge und Generalsuperintendent des Herzogtums Magdeburg.

- Johan Carl Wilcke (1732–1796) war ein deutsch-schwedischer Physiker und Astronom, der in Rostock und seit 1755 in Berlin studiert hatte. Ein Werk Wilckes aus dieser Zeit war die Übersetzung von Benjamin Franklins Briefe(n) von der Elektrizität. Als Aepinus nach St. Petersburg ging, zog Wilcke als Dozent nach Stockholm, wo er 1770 Professor wurde. Seit 1774 war er auch Mitglied der Königlichen Gesellschaft der Wissenschaften in Uppsala und seit 1775 Mitglied der Königlichen Physiographischen Gesellschaft in Lund.

## Beziehungen der Mitglieder untereinander

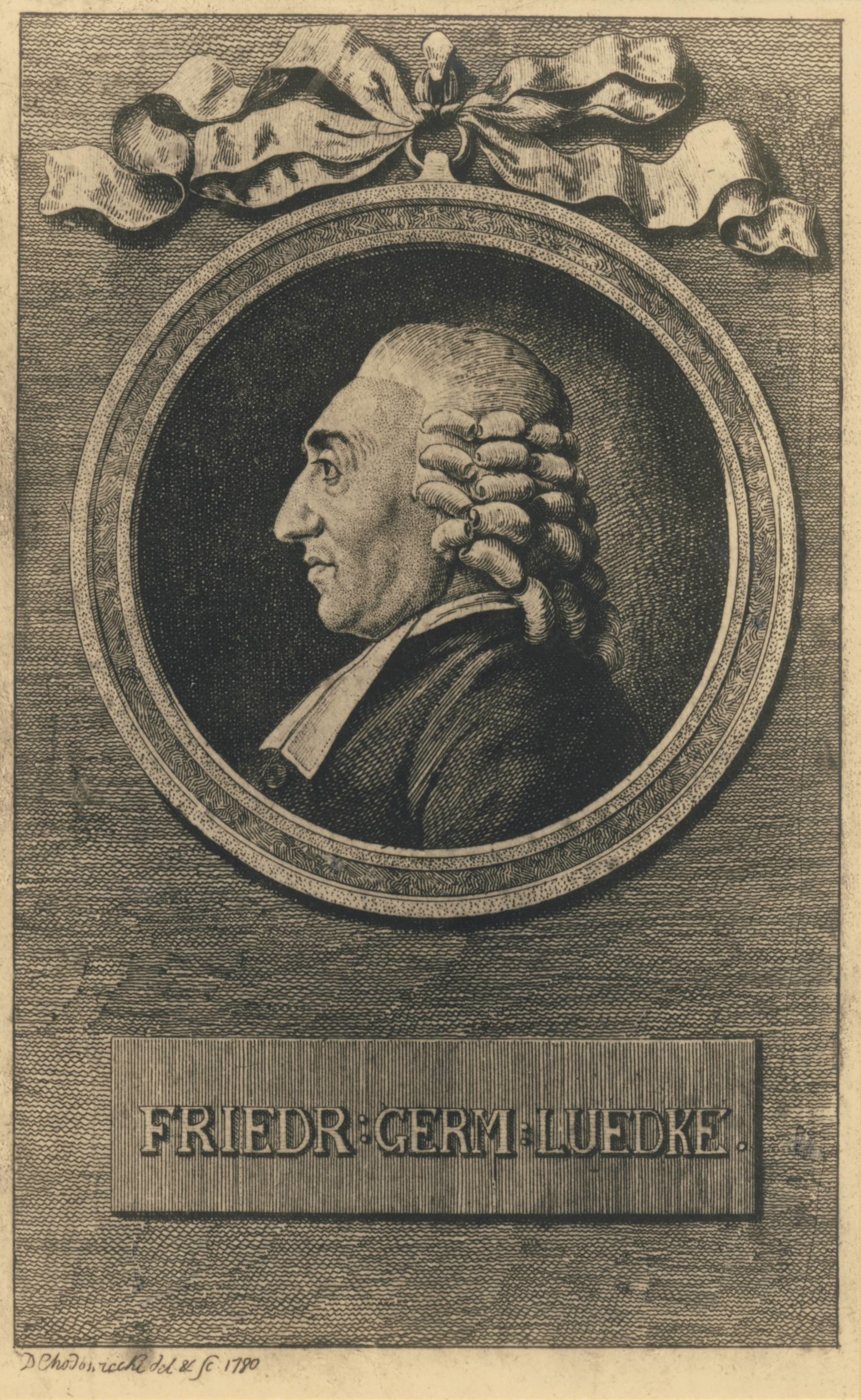
Kupferstich von Friedrich Germanus Lüdke (Chodowiecki, Allg. d. Bibli. 1785)

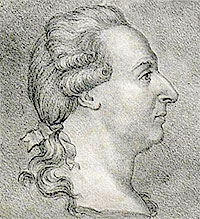
Johan Carl Wilcke

Aepinus hatte Wilcke während des Studiums in Rostock kennengelernt und ihn 1755 nach Berlin mitgenommen. Beide forschten dort über Elektrizität und Magnetismus und waren Schüler bei dem Mathematiker und Physiker Leonhard Euler (1707–1783), dessen Sohn Johann Albrecht Euler später ebenfalls Mitglied des Kaffeehauses war. Aepinus wohnte während der zweijährigen Tätigkeit als Direktor der Berliner Sternwarte bei Leonhard Euler und lernte dort dessen Sohn kennen.
Gumpertz lernte um 1748 den sechs Jahre jüngeren Moses Mendelssohn in Berlin kennen und vermittelte ihm Unterricht in hebräischer Literatur und Mathematik, in Latein, Englisch und Französisch. Er vermittelte die Bekanntschaft zwischen Friedrich Nicolai und Gotthold Ephraim Lessing.
Lüdke vermittelte 1769 zusammen mit bei der Auseinandersetzung zwischen Mendelssohn und dem schweizerischen Theologen Johann Caspar Lavater, mit dem Lüdke befreundet war. Lavater forderte Mendelssohn öffentlich auf, entweder in aller Form das Christentum zu widerlegen oder selber Christ zu werden. Lüdke forderte, dass beide Kontrahenten das gleiche Recht hätten, ihre Position zu verteidigen. In seiner Schrift von 1774 „Ueber Toleranz und Gewissensfreiheit“ sprach er sich für Toleranz auch gegen Juden aus, da jede intolerante Politik nicht „ohne greuliches Morden und Blutvergießen“ abgehen könne.
Middleton war ein Verehrer von Mendelssohn und übersetzte dessen „Briefe über die Empfindungen“ in die englische Sprache. Middleton sprach Deutsch beinahe so gut wie Englisch und schrieb auch in deutscher Sprache einen Briefroman, den er Nicolai zur Durchsicht vorlegte. Der Roman und die Übersetzung sind leider bislang bei einer Internetrecherche nicht auffindbar.
Müchler war mit Mendelssohn befreundet. Gemeinsam mit ihm wollte er in Berlin für die drei verstorbenen Philosophen Gottfried Wilhelm Leibniz, Johann Georg Sulzer und Johann Heinrich Lambert ein Monument errichten lassen und hatte sich deshalb mit einem Schreiben an Friedrich den Großen gewandt, das dieser am 24. April 1785 beantwortete. 1789 gab er einige Zeitschriften-Aufsätze Mendelssohns als Sammelbändchen unter dem Titel Kleine philosophische Schriften heraus.
Naumann zog 1752 mit Gotthold Ephraim Lessing (1729–1781) in Berlin in eine Wohnung zusammen und machte durch ihn die Bekanntschaft mit Mendelssohn und schloss Freundschaft mit ihm. 1759 veröffentlichte er zusammen mit Friedrich Nicolai die „Briefe die neueste Litteratur betreffend“ mit Aufsätzen u. a. von Lessing, Nicolai und Mendelssohn.
Die von Nicolai herausgegebene Allgemeine deutsche Bibliothek (nach 1793 Neue allgemeine deutsche Bibliothek) war das wichtigste Organ der Aufklärung in deutscher Sprache. Hierin wurden von zeitweilig mehr als 150 Mitarbeitern alle wichtigen Veröffentlichungen der Zeit rezensiert. Insgesamt wurden über 80.000 Neuerscheinungen besprochen. Mit dem ebenfalls befreundeten Moses Mendelssohn wurde sodann ab 1759 eine Bibliothek der schönen Wissenschaften und freyen Künste in zwölf Bänden herausgebracht. Lüdke sorgte für die Registrierung der Rezensionen. Wilhelm Abraham Teller (1734–1804), Resewitz und Lüdke repräsentierten die neologische Richtung in der evangelischen Theologie. Sie bewältigten das Drittel, das die theologischen Rezensionen in den Anfangsjahren der ADB ausmachten.
Seit 1755 lebte Resewitz als Privatgelehrter in Berlin. In dieser Zeit entstand der Kontakt zum Philosophen Mendelssohn, mit dem er in einem engen Briefkontakt stand, und dem Verleger Nicolai. Von 1764 bis 1765 war er als Rezensent, für die Publikation Briefe, die neueste Litteratur betreffend, dann bis 1780 für die von Nicolai herausgegebene Allgemeine deutsche Bibliothek tätig, in der er neben Teller und Lüdke das Gebiet der Theologie betreute.
Wilcke traf während seines Studiums an der Universität Rostock Aepinus, den Sohn eines Freundes seines Vaters, und dieser nährte die Leidenschaft Wilckes für die Naturwissenschaften, insbesondere die Physik. Als Aepinus 1755 als Astronom nach Berlin ging, nahm er Wilcke mit. Beide forschten dort über Elektrizität und Magnetismus und waren Schüler des Mathematikers Euler, dem Vater des Johann Albrecht Euler.

## Zusammenkünfte und Vorträge

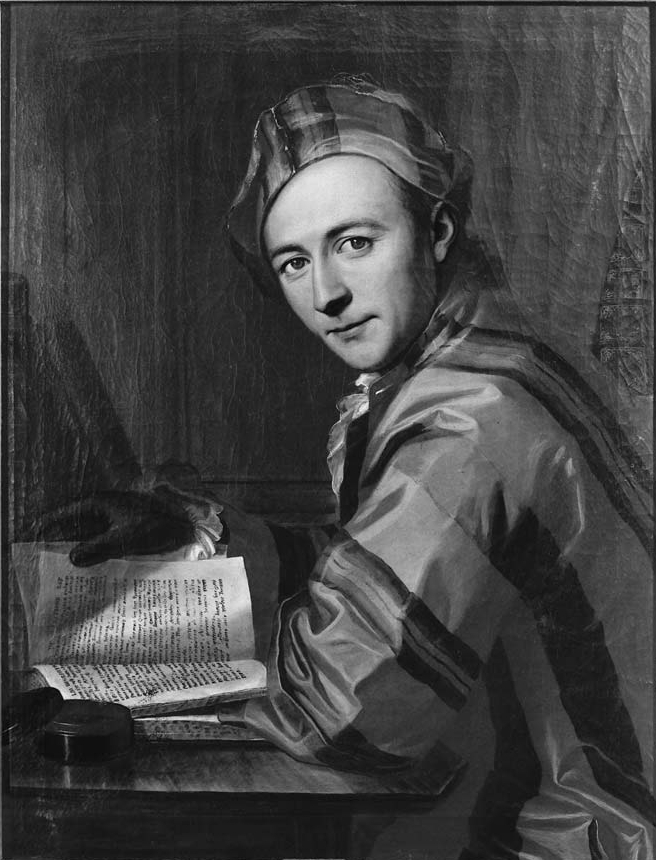
Johann Albrecht Euler

In einer Anmerkung zu einem Brief von Mendelssohn an Lessing vom 9. März 1756, der mit dem „Lieutenant Jacobi“ den Philosophen Alexander Gottlieb Baumgarten (1714–1762) besucht und ihn als „sehr geschickte(n) Mann, einen guten Mathematikus und gründlichen Metaphysiker“ bezeichnet hatte, schilderte Nicolai, dass Jacobi ein treffsicherer Kopf und vorzüglicher Mathematiker gewesen sei. Zu Ende des Jahrs 1755 sei ein Kaffeehaus für eine geschlossene Gesellschaft von hundert Personen, meistens Gelehrten, in Berlin angelegt, wovon Jacobi auch, so Moses (Mendelsohn) und er selbst Mitglied gewesen seien, gegründet worden. Nicolai schildert dann weiter, dass alle vier Wochen sich die Gesellschaft „um das Billiard herum“ stellte und dann Vorträge gehalten wurden. Er erinnerte sich an folgende Vorträge und Begebenheiten:
- Der Mathematiker und Physiker Johann Albrecht Euler las eine tiefsinnige Abhandlung über das „Billiard“ vor mit dem Titel „Von der Bewegung zweier Kugeln auf einer horizontalen Fläche“, die er später auch vor der Königlich-Preußischen Akademie der Wissenschaften vortrug.[17]

- Resewitz trug seine Abhandlung vom Genie vor, die 1759 bei Nicolai anonym erschien.[18][19]

- Zwischen Februar 1756 und Januar oder Februar 1757 kam es an vier Versammlungstagen zu einem Schlagabtausch zwischen dem Mathematiker und Astronomen Aepinus und dem Philosophen Mendelssohn. Mendelssohn hatte seine „Gedanken von der Wahrscheinlichkeit“ vorgetragen, zu denen Aepinus eine Widerlegung vortrug. Darauf reagierte Mendelssohn mit einer „Gegenantwort“.[20][21]

- Der Physiker Wilke hielt ein „Collegium“ über die Elektrizität, wozu er einen trefflichen Apparat anschaffte, den er bei seiner Abreise der Gesellschaft hinterließ. Während der Berliner Zeit hatte Wilke zusammen mit seinem Freund Aepinus über die elektrische Influenz geforscht.[22]

- Mendelssohn wurde einmal als Schiedsrichter berufen, als Euler, Gumbertz und Jacobi Tarock spielten. Es bestand eine Meinungsverschiedenheit über die gespielten Tarocke. Mendelsohn rief aus: „Welches Wunder! Drey Mathematiker können nicht richtig Ein uns zwanzig zählen!“

In der nachstehend genannten Abhandlung von Falk werden noch folgende Vorträge erwähnt:
- Jacobi sprach „über die Hebewerkzeuge“.

- Martini hielt einen Vortrag über „die schaaligen Seethiere und Zoopyten“.

Als jeder Anwesende bei einer Versammlung aufgefordert, sich vorzustellen, bewies Mendelssohn, der einen Buckel hatte und stotterte, Humor, in dem er selbstironisch und mutig seine sprachlichen und körperlichen Fehler poetisierte, mit einem Gedicht:
Groß nennt ihr den Demosthen
Den stotternden Redner von Athen,
Den höckrigen Aesop nennt ihr weise
Triumph: Ich werd in eurem Kreise
Doppelt groß und weise sein,
Denn ihr habt bei mir im Verein,
Was man bei Aesop und Demosthen
Hat getrennt gehört und gesehn.